# Ready to Love
Ready to Love é um single de Hironobu Kageyama. Foi lançado em 26 de fevereiro de 1992 pela Kitty Records e possui duas faixas, a homônima e sua versão instrumental para karaokê.

## Produção
A música foi composta para o personagem Roy, do anime Silent Möbius.
O próprio Kageyama escreveu a letra, enquanto a composição ficou a cargo de seu companheiro de LAZY, Shunji Inoue, que depois se tornou presidente da Lantis.

## Legado
A música foi escolhida para outras coletâneas de músicas do anime, como Silent Möbius Memorial Best PANDORA DISC.

## Recepção
O single ficou duas semanas no Oricon Singles Chart, chegando à 46ª posição.

## Faixas
| N.º            | Título                             | Letras         | Música         | Arranjo        | Duração |  |
| 1.             | "Ready to love"                    | H. Kageyama    | Shunji Inoue   | S. Inoue       | 5:26    |  |
| 2.             | "Ready to love (Original Karaoke)" | instrumental   | S. Inoue       | S. Inoue       | 5:26    |  |
| Duração total: | Duração total:                     | Duração total: | Duração total: | Duração total: | 10:52   |  |